# Atohwaim jezik
Atohwaim jezik (ISO 639-3: aqm), jedan od tri kayagarskih jezika, transnovogvinejska porodica, kojim govori oko 1 000 ljudi (1987 SIL) iz papuanskog plemena Atohwaim na rijekama Cook i Kronkel u Irian Jayi, Nova Gvineja.
U upotrebi su i jezici indonezijski [ind], Sawi [saw] ili Kayagar [kyt].

## Vanjske poveznice
- Ethnologue (14th)
- Ethnologue (15th)